# Air Force Reserve Command
Das Air Force Reserve Command (AFRC) ist die Luftwaffe der Reserve der United States Air Force (USAF) und bildet mit der Air National Guard (ANG) die Reserve-Streitkraft der USAF. Das AFRC ist eines von zehn Hauptkommandos der USAF und hat sein Hauptquartier auf der Robins Air Force Base, Georgia. Kommandeur ist Lieutenant General John P. Healy.
Bei der Ausrufung des Nationalen Notstandes in den USA (State of Emergency) oder für Kriegseinsätze können die Reserveeinheiten mobilisiert und ihrem Einsatzbereich entsprechend dem Air Combat Command (ACC), dem Air Mobility Command (AMC) oder dem Air Force Special Operations Command (AFSOC) zugeordnet werden, um die reguläre Luftwaffe zu unterstützen.

## Flugzeuge
Das AFRC verfügte zum Stichtag 30. September 2007 über rund 400 Flugzeuge verschiedener Typen, hauptsächlich Transporter (C-5, C-17 und C-130), Tanker (KC-135, HC-130) und Kampfflugzeuge (F-16, (O)A-10). Dazu kommen einige Bomber (B-52), Flugzeuge für Aufklärung und Spezialeinsätze (MC-130) und Hubschrauber (HH-60). Einige Luftfahrzeuge, wie die Boeing E-3 AWACS und die MQ-1 Predator, werden vom AFRC gemeinsam mit aktiven USAF-Einheiten genutzt.

## Personal

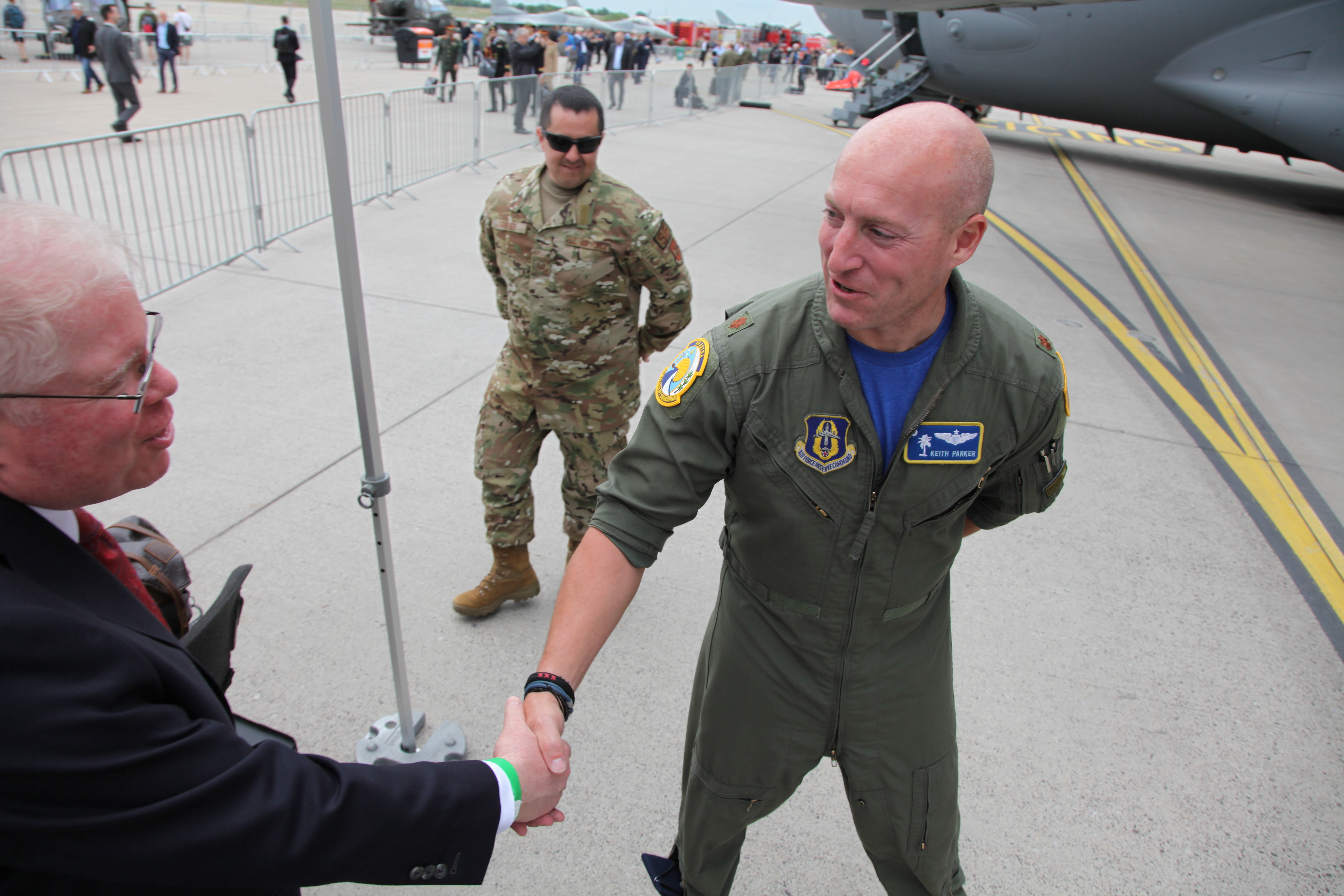
Major des Air Force Reserve Commands auf der ILA 2024

Ende September 2007 standen dem AFRC insgesamt rund 130.000 Reservisten zur Verfügung; 71.000 davon üben regelmäßig und sind innerhalb von 72 Stunden einsatzbereit (Selected Reserve), weitere 49.000 sind abrufbereit, ohne zu üben (Individual Ready Reserve), und 10.000 gehören zur Standby-Reserve ohne feste Zugehörigkeit zu einer Einheit.

## Geschichte
Für die Reserveeinheiten der USAF war ursprünglich das am 1. Dezember 1948 gegründete Continental Air Command zuständig, das am 1. August 1968 von der Air Force Reserve abgelöst wurde. Nach mehrfachem Wechsel des organisatorischen Status gibt es seit dem 17. Februar 1997 das Air Force Reserve Command (AFRC) als jüngstes von damals neun USAF-Hauptkommandos.

## Liste der Kommandierenden Generale
| Name                               | Beginn der Berufung | Ende der Berufung  |
| ---------------------------------- | ------------------- | ------------------ |
| John P. Healy                      | 3. August 2022      | amtierend          |
| Richard W. Scobee                  | 27. September 2018  | 3. August 2022     |
| Maryanne Miller                    | 15. Juli 2016       | 27. September 2018 |
| James F. Jackson                   | 30. Juli 2012       | 15. Juli 2016      |
| Charles E. Stenner Jr.             | 24. Juni 2008       | 30. Juli 2012      |
| John A. Bradley                    | 24. Juni 2004       | 24. Juni 2008      |
| John J. Batbie Jr. (kommissarisch) | 1. Juni 2004        | 24. Juni 2004      |
| James E. Sherrard III              | 25. September 1998  | 1. Juni 2004       |
| David R. Smith (kommissarisch)     | 9. Juni 1998        | 25. September 1998 |
| Robert A. McIntosh                 | 1. November 1994    | 9. Juni 1998       |